# جووانی پاسکولی
جووانی پاسکولی (انگلیسی: Giovanni Pascoli; ۳۱ دسامبر ۱۸۵۵ – ۶ آوریل ۱۹۱۲) شاعر، مترجم کلاسیک، و نویسنده اهل پادشاهی ایتالیا بود.
وی مصنف میرکو و منظومه‌های کوچک است. از ترجمه‌های او نیز می‌توان به «ایلیاد» اثر «هومر» و همچنین ترجمه اشعار «گوته»، «هاینه» و «فریدریش شیلر» به ایتالیایی اشاره کرد.
او در سال ۱۸۵۵ در شهر سان ماورو (که به افتخار او در سال ۱۹۳۲ به سان ماورو پاسکولی تغییر نام یافت) واقع در منطقه شمال ایتالیا، استان رومانیا متولد شد.
پاسکولی به سبب نگارش منظومه‌های لاتینی جوایز آکادمی آمستردام را از آن خود کرده‌است. او پس سال‌ها تدریس در دانشگاه در سال ۱۹۱۲ درگذشت و در منطقه کاستل وکیو به خاک سپرده شد.